# Kaori Sakamoto
Kaori Sakamoto (jap. 坂本花織 Sakamoto Kaori; ur. 9 kwietnia 2000 w Kobe) – japońska łyżwiarka figurowa startująca w konkurencji solistek. Srebrna i brązowa medalistka olimpijska z Pekinu (2022, drużynowo i indywidualnie), uczestniczka igrzysk olimpijskich (2018), trzykrotna mistrzyni świata (2022, 2023, 2024), mistrzyni czterech kontynentów (2018), zwyciężczyni finału Grand Prix (2023), brązowa medalistka mistrzostw świata juniorów oraz 5-krotna mistrzyni Japonii (2019, 2021–2025).

## Osiągnięcia
| Zawody                                | 11–12          | 12–13          | 13–14          | 14–15          | 15–16          | 16–17          | 17–18          | 18–19          | 19–20          | 20–21          | 21–22          | 22–23          | 23–24          | 24–25          |                |                |                |
| Międzynarodowe                        | Międzynarodowe | Międzynarodowe | Międzynarodowe | Międzynarodowe | Międzynarodowe | Międzynarodowe | Międzynarodowe | Międzynarodowe | Międzynarodowe | Międzynarodowe | Międzynarodowe | Międzynarodowe | Międzynarodowe | Międzynarodowe | Międzynarodowe | Międzynarodowe | Międzynarodowe |
| ------------------------------------- | -------------- | -------------- | -------------- | -------------- | -------------- | -------------- | -------------- | -------------- | -------------- | -------------- | -------------- | -------------- | -------------- | -------------- | -------------- | -------------- | -------------- |
| Zimowe igrzyska olimpijskie           |                |                |                |                |                |                | 6              |                |                |                | 3              |                |                |                |                |                |                |
| Mistrzostwa świata                    |                |                |                |                |                |                |                | 5              |                | 6              | 1              | 1              | 1              | 2              |                |                |                |
| Mistrzostwa czterech kontynentów      |                |                |                |                |                |                | 1              | 4              | 5              |                |                |                |                |                |                |                |                |
| GP Finał Grand Prix                   |                |                |                |                |                |                |                | 4              |                |                |                | 5              | 1              | 3              |                |                |                |
| GP Grand Prix Espoo                   |                |                |                |                |                |                |                | 3              |                |                |                |                | 1              |                |                |                |                |
| GP Internationaux de France           |                |                |                |                |                |                |                |                | 4              |                |                |                |                |                |                |                |                |
| GP NHK Trophy                         |                |                |                |                |                |                |                |                |                | 1              | 1              | 2              |                | 1              |                |                |                |
| GP Rostelecom Cup                     |                |                |                |                |                |                | 5              |                |                |                |                |                |                |                |                |                |                |
| GP Skate America                      |                |                |                |                |                |                | 2              | 2              | 4              |                | 4              | 1              |                |                |                |                |                |
| GP Skate Canada International         |                |                |                |                |                |                |                |                |                |                |                |                | 1              | 1              |                |                |                |
| CS Autumn Classic International       |                |                |                |                |                |                |                |                |                |                |                |                | 1              |                |                |                |                |
| CS Lombardia Trophy                   |                |                |                |                |                |                |                | 4              |                |                |                |                |                | 3              |                |                |                |
| CS Memoriał Ondreja Nepeli            |                |                |                |                |                |                |                |                | 2              |                |                |                |                |                |                |                |                |
| CS U.S. International Classic         |                |                |                |                |                |                | 4              |                |                |                |                |                |                |                |                |                |                |
| International Challenge Cup           |                |                |                |                |                |                |                |                |                |                |                | 1              | 1              |                |                |                |                |
| Asian Open Trophy                     |                |                |                |                | 3              |                | 1              |                |                |                | 2              |                |                |                |                |                |                |
| Zimowe igrzyska azjatyckie            |                |                |                |                |                | WD             |                |                |                |                |                |                |                |                |                |                |                |
| Coupe du Printemps                    |                |                |                |                |                |                | 2              |                |                |                |                |                |                |                |                |                |                |
| Zimowa uniwersajda                    |                |                |                |                |                |                |                |                |                |                |                | 2              |                |                |                |                |                |
| Międzynarodowe: Kategorie młodzieżowe |                |                |                |                |                |                |                |                |                |                |                |                |                |                |                |                |                |
| Mistrzostwa świata juniorów           |                |                |                | 6              |                | 3              |                |                |                |                |                |                |                |                |                |                |                |
| Zimowe igrzyska olimpijskie młodzieży |                |                |                |                | 6              |                |                |                |                |                |                |                |                |                |                |                |                |
| JGP Finał                             |                |                |                |                |                |                | 3              |                |                |                |                |                |                |                |                |                |                |
| JGP w Czechach                        |                |                | 6              |                |                |                |                |                |                |                |                |                |                |                |                |                |                |
| JGP we Francji                        |                |                |                |                |                | 2              |                |                |                |                |                |                |                |                |                |                |                |
| JGP w Japonii                         |                |                |                | 7              |                | 1              |                |                |                |                |                |                |                |                |                |                |                |
| JGP na Łotwie                         |                |                |                |                | 2              |                |                |                |                |                |                |                |                |                |                |                |                |
| JGP w Polsce                          |                |                |                |                | 4              |                |                |                |                |                |                |                |                |                |                |                |                |
| Asian Open Trophy                     |                |                | 1 J            |                |                |                |                |                |                |                |                |                |                |                |                |                |                |
| International Challenge Cup           |                |                | 1 J            |                |                |                |                |                |                |                |                |                |                |                |                |                |                |
| Triglav Trophy                        |                | 2 A            |                |                |                |                |                |                |                |                |                |                |                |                |                |                |                |
| Krajowe                               |                |                |                |                |                |                |                |                |                |                |                |                |                |                |                |                |                |
| Mistrzostwa Japonii                   |                |                |                | 6              | 13             | 7              | 2              | 1              | 6              | 2              | 1              | 1              | 1              | 1              |                |                |                |
| Mistrzostwa Japonii Juniorów          |                | 9              | 6              | 2              | 5              | 1              |                |                |                |                |                |                |                |                |                |                |                |
| Mistrzostwa Japonii novice            | 5 A            | 1 A            |                |                |                |                |                |                |                |                |                |                |                |                |                |                |                |
| Zawody drużynowe                      |                |                |                |                |                |                |                |                |                |                |                |                |                |                |                |                |                |
| Zimowe igrzyska olimpijskie           |                |                |                |                |                |                | 5 T 5 P        |                |                |                | 3              |                |                |                |                |                |                |
| World Team Trophy                     |                |                |                |                |                |                |                | 2 T 3 P        |                | 3 T 2 P        |                | 3 T 2 P        |                |                |                |                |                |
| Japan Open                            |                |                |                |                |                |                |                | 1 T 2 P        |                |                | 2 T 4 P        | 1 T 1 P        | 1 T 1 P        |                |                |                |                |

## Programy
| Sezon   | Program krótki (SP) | Program dowolny (FS) | Pokazy mistrzów |
| ------- | --- | --- | --- |
| 2020–21 | - Preludium i fuga c-moll BWV 847 – Jacques Loussier Trio, oryg. Johann Sebastian Bach - Bach à la Jazz – Matt Herskowitz, Mary Kerr choreografia: Benoît Richaud | - The Matrix – Don Davis, Rob Dougan choreografia: Benoît Richaud | - Arrivée des camionneurs (z musicalu Panienki z Rochefort) – Michel Legrand |
| 2019–20 | - No Roots – Alice Merton choreografia: Shae-Lynn Bourne | - The Matrix – Don Davis, Rob Dougan choreografia: Benoît Richaud | |
| 2018–19 | - From My First Moment (Gymnopédies) – Charlotte Church, oryg. Erik Satie choreografia: David Wilson                                                              | - The Embrace (z filmu Fortepian) – Michael Nyman - The Scent of Love (z filmu Fortepian) – Michael Nyman - Deep Into The Forest (z filmu Fortepian) – Michael Nyman - Tree of Life Suite: Wild Side – Roberto Cacciapaglia choreografia: Benoît Richaud | - Don't Tell Mama (z musicalu Cabaret) – The West End Orchestra & Singers, oryg. John Kander, Fred Ebb |
| 2017–18 | - Sonata Księżycowa – Ludwig Van Beethoven choreografia: Benoît Richaud                                                                                           | - La Valse d'Amélie (z filmu Amelia) – Yann Tiersen - On The Wire (z filmu Amelia) – Yann Tiersen - The Drowned Girl (z filmu Amelia) – Yann Tiersen choreografia: Benoît Richaud                                                                        | - Primavera Porteña – Kazuma Miura, oryg. Astor Piazzolla - La Valse d'Amélie (z filmu Amelia) – Yann Tiersen - On The Wire (z filmu Amelia) – Yann Tiersen - The Drowned Girl (z filmu Amelia) – Yann Tiersen choreografia: Benoît Richaud - Kolor purpur – Quincy Jones choreografia: Massimo Scali - Diamenty są wieczne (z filmu Diamenty są wieczne) – Shirley Bassey - The Name's Bond... James Bond (z filmu Casino Royale) – Nicholas Dodd |
| 2016–17 | - Artysta – Ludovic Bource choreografia: Massimo Scali | - Kolor purpur – Quincy Jones choreografia: Massimo Scali | - Primavera Porteña – Kazuma Miura, oryg. Astor Piazzolla |
| 2015–16 | - Malagueña – Ernesto Lecuona choreografia: Masashiro Kawagoe | - Kolor purpur – Quincy Jones choreografia: Massimo Scali | |
| 2014–15 | - Oczy czarne – Florian Hermann, oryg. Jewhen Hrebinka choreografia: Masashiro Kawagoe, Sonoko Nakano, Yukina Ota                                                 | - Romeo i Julia – Piotr Czajkowski choreografia: Masashiro Kawagoe, Sonoko Nakano, Yukina Ota | |
| 2013–14 | - Anything Goes – Cole Porter choreografia: Masashiro Kawagoe | - Aladyn – Alan Menken choreografia: Masashiro Kawagoe | |